# Varegs
Els varegs (del nòrdic antic væringjar; en grec, βάραγγοι, βαριάγοι, varangoi, variagoi; en rus i ucraïnès, варяги, varyagi/varyahy) eren vikings de l'actual Suècia, que van anar cap a l'est i el sud a través del que avui és Rússia, Belarús i Ucraïna, principalment en els segles ix i x. No obstant això, segons alguns estudiosos (inclosos alguns tan famosos com Mikhaïl Lomonóssov) el terme varegs s'utilitzava per a referir-se a tots els viatgers de la mar, els comerciants i pirates, independentment del seu origen. El terme va ser emprat amb relació als vikings i les tropes eslaves que viatjaven entre els centres comercials importants de l'època i de vegades participaven en la guerra. Un terme semblant en l'idioma rus és nemets (немец), que es va aplicar a gairebé tots els estrangers de països europeus, però sobretot als alemanys. A la Rússia actual, aquest terme només té un significat: 'un alemany'.
Segons el Relat dels anys passats, o Crònica Primària de l'estat medieval de la Rus de Kíev, recopilada aproximadament el 1113, els grups varegs incloïen els escandinaus coneguts com a rus, i també alguns coneguts com a suecs, normands, angles, gots, etc. Ara bé, principalment a causa de consideracions geogràfiques, la majoria dels varegs que van viatjar i es van instal·lar al Bàltic oriental, a Rússia i als territoris del sud, provenien de la zona de la Suècia moderna Forte.
Els varegs es dedicaven al comerç, a la pirateria i a activitats mercenàries, i solien actuar en els sistemes i ports fluvials de Gardariki (que més tard seria Rússia), i van arribar a assolir la mar Càspia i Constantinoble.
Segons l'opinió més estesa, el seu nom prové del nòrdic antic Væringjar, una suposada forma plural de varar: 'promesa, paraula d'honor'.
Els eslaus orientals i els romans d'Orient, però, no distingien els escandinaus d'altres pobles germànics quan utilitzaven aquest terme. En el Relat dels anys passats, també s'usa per a incloure-hi els danesos i els angles.

## Etimologia
El mot eslau oriental antic varęgŭ tradicionalment es veu com un mot procedent del norrè antc væringi, el qual, originàriament, fóra un compost de vár "jurament [solemne]" i gengi "company de viatge o camí", és a dir, "persones que viatgen plegades havent-se obligat per jurament a defensar-se mútuament".

## Elrusdels varegs

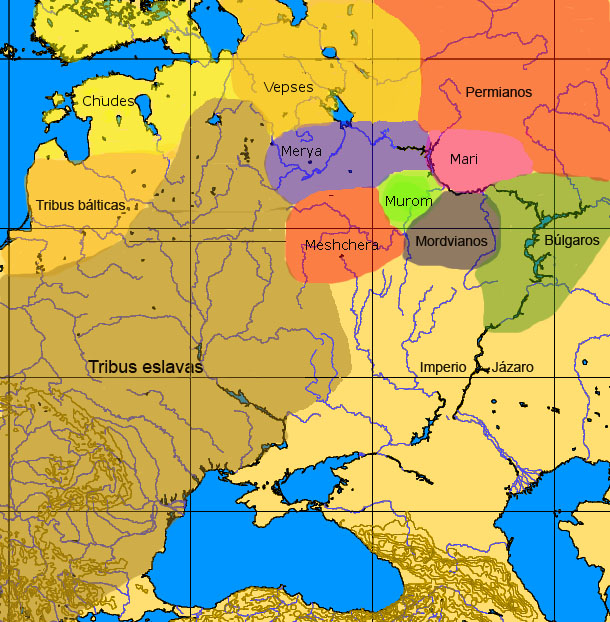
Mapa aproximat de les diferents cultures de la Rússia europea durant el

Els varegs (variâgi, en eslau antic) constitueixen el primer poble esmentat en el Relat dels anys passats que va exigir cap a l'any 859 el pagament de tributs (l'anomenat Danegeld o 'or dels danesos' en les cròniques britàniques) a les tribus eslaves i uralianes del centre i nord de la Rússia actual. El 862, aquestes tribus es van revoltar contra els varegs, però de seguida van començar les lluites intestines, que els van portar a convidar els nòrdics a governar i portar la pau a la regió. Dirigits per Rurik/Riurik i els seus germans Truvor i Sineus, els varegs es van assentar al voltant de la ciutat de Nóvgorod.
Encara que molts historiadors assenyalen que aquests varegs del segle ix no són més que llegendes, s'ha descobert que l'assentament trobat a Aldeigjuborg (avui Stàraia Làdoga) està associat a Rurik, que es va establir prop del llac Làdoga al segle viii. La historiografia occidental afirma que aquests escandinaus van ser els que van fundar el Rus de Kíev i van donar nom al país. Molts investigadors eslaus s'oposen a aquesta teoria d'influència nòrdica i presenten, al seu torn, teories alternatives per a aquesta etapa de la història russa. El nom amb què els primers habitants, la majoria finesos i posteriorment també eslaus, coneixien aquests varegs era precisament els rus, i aquest nom prové possiblement de la mateixa arrel amb què els finlandesos coneixen avui en dia Suècia, Ruotsi.
A diferència de Normandia o les Illes Britàniques, on va ser crucial la influència escandinava, la cultura vareg no va sobreviure a l'est. Tot al contrari, les classes dominants varegues de dues de les ciutats estat més poderoses, Nóvgorod i Kíev, van ser eslavitzades, encara que el nòrdic antic es va parlar a Nóvgorod fins al segle xiii i una força mercenària escandinava va continuar prestant els seus serveis als emperadors romans d'Orient.

## La guàrdia varega

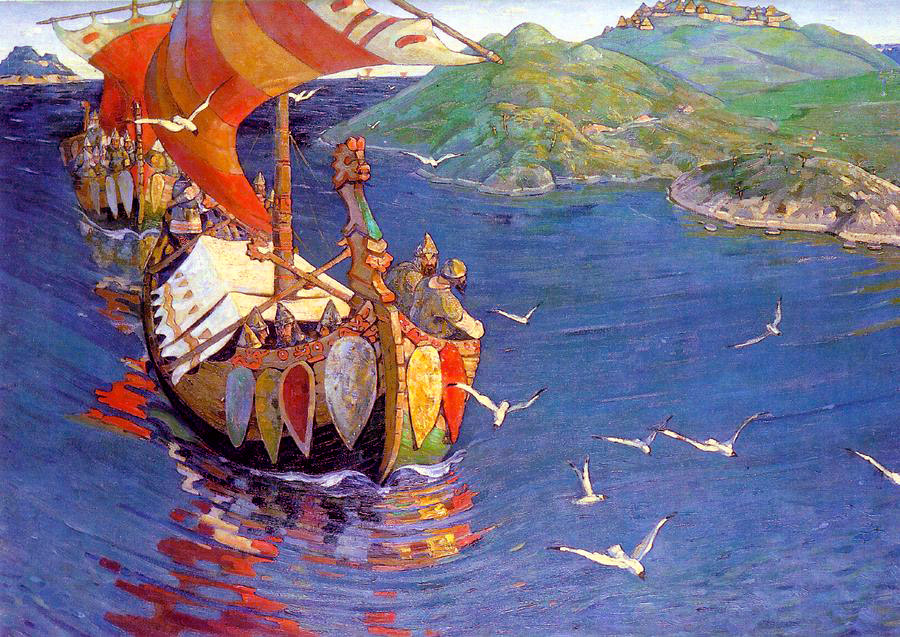
Visitants de mar enllà, Nicolai Roerich (1899)

Els varegs comerciaven al Bàltic d'ençà el segle vii, però va ser l'any 839 quan van aparèixer en el món romà d'Orient com a mercenaris contractats per l'emperador Teòfil, que va negociar amb els anomenats rhos (rus) per proveir-se de soldats per al seu exèrcit. Els varegs van començar llavors a dur a terme atacs al llarg de tot el mar Bàltic, i van establir el seu domini sobre els eslaus de Novgorod el 852, i sobre els de Kíev el 858. Va ser el 860, partint d'aquesta última ciutat, des d'on els varegs van llançar el seu primer atac sobre Constantinoble. Aquesta incursió va ser un fracàs, però van perseverar en el seu afany remuntant el riu Dnièper. Encara que normalment mantenien relacions comercials pacífiques amb els romans d'Orient, es van produir agressions contra Constantinoble els anys 860, 907, 911, 941, 945, 971 i 1043. Aquestes ràtzies només van tenir èxit en la mesura que els romans d'Orient van renegociar els seus acords comercials, ja que militarment els varegs sempre van ser derrotats per unes forces superiors i sobretot per l'ús del foc grec.
Els prínceps de Kíev i Novgorod van contractar com a mercenaris els varegs d'ençà el segle ix fins al XI. L'última menció a mercenaris vikings o varegs a Rússia data del 1043. Encara avui en dia és mera especulació si la causa per la qual van deixar de ser cridats fou que ja no els necessitaven o que els mateixos mercenaris havien estat assimilats per la societat russa i ja no es consideraven varegs o vikings.
Així mateix, van servir juntament amb els dàlmates com a marins en les expedicions navals contra l'illa de Creta el 902, i el 949 sota el regnat de Constantí VII. Ja el 911 s'esmenta els vikings com a part de l'exèrcit romà d'Orient; també està documentat que hi havia contingents varegs entre les forces que van lluitar contra els àrabs el 955. De fet, aquest servei va elevar el seu rang de membres de les Grans Companyies de Mercenaris (Μεγάλη Εταιρεία en grec), a Guàrdia Imperial.

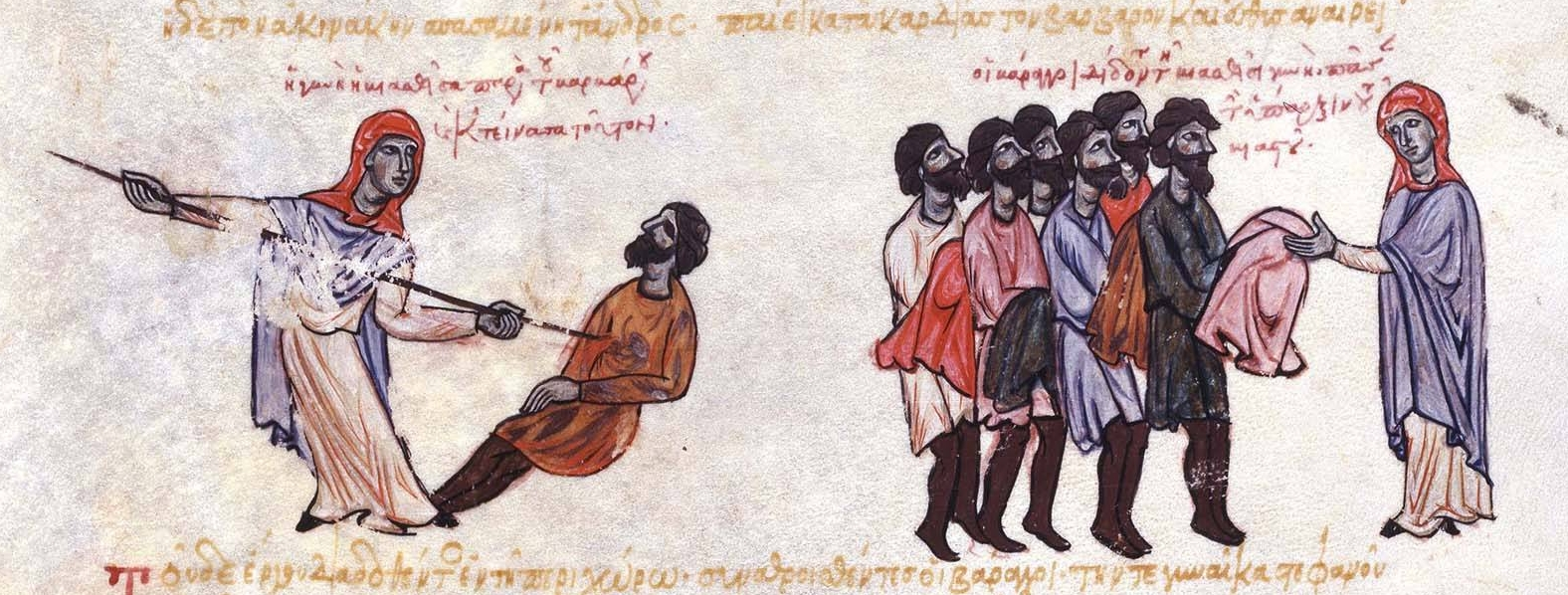
Il·lustració d'un vareg en l'Escilitzes de Madrid

Va ser aquest ús estès dels varegs en l'imperi i la desesperació de Basili II el que finalment va portar més escandinaus a l'Imperi Romà d'Orient. El 988, aquest emperador va demanar un seguici de soldats a Vladimir, Príncep de Kíev, perquè l'ajudessin a defensar el tron. A causa del tractat que va signar el seu pare, Vladimir es va veure obligat a enviar 6.000 soldats a Basili, i a canvi aquest li va donar la seva germana, Anna, perquè allargués la llista de quatre dones i vuit-centes concubines.
Basili es va veure empès a contractar la seva guàrdia personal entre els varegs a causa de la poca confiança que li inspiraven els mateixos nadius romans d'Orient, la lleialtat dels quals sovint ballava d'un líder a un altre amb fatals conseqüències, i també a causa de la lleialtat més que provada dels varegs. Aquesta nova força d'elit va ser coneguda com la guàrdia vareg (tagmes ton Varangion, Τάγμα των Βαραγγίων, en grec). Amb els anys, s'hi van anar unint nous reclutes de zones tan allunyades com Suècia, Dinamarca i Noruega, que li van donar un aire predominantment escandinau a l'organització fins a finals del segle xi.
Composta principalment per escandinaus durant els primers 150 anys, la guàrdia va començar a veure's augmentada per angles i saxons després de la invasió d'Anglaterra pels normands. En aquell temps, un gran nombre d'anglosaxons i danesos havien emigrat a l'Imperi Romà d'Orient per la Mediterrània, passant per les illes Balears per atacar-les el 1081. Una font registra més de cinc mil nòrdics, que haurien arribat en 235 naus. Els que no entraven al servei de l'imperi solien assentar-se al mar Negre, però els que ho aconseguien eren tan vitals per als varegs que des d'aleshores se'ls anomenava comunament Englinbarrangoi (anglovaregs). De fet, tenien tal capacitat que van ser capaços de lluitar contra els normands comandats per Robert Guiscard a Sicília i al sud d'Itàlia, que ja havia intentat sense èxit envair els Balcans. Van jugar així un paper clau durant la conquesta normanda de la Itàlia meridional.

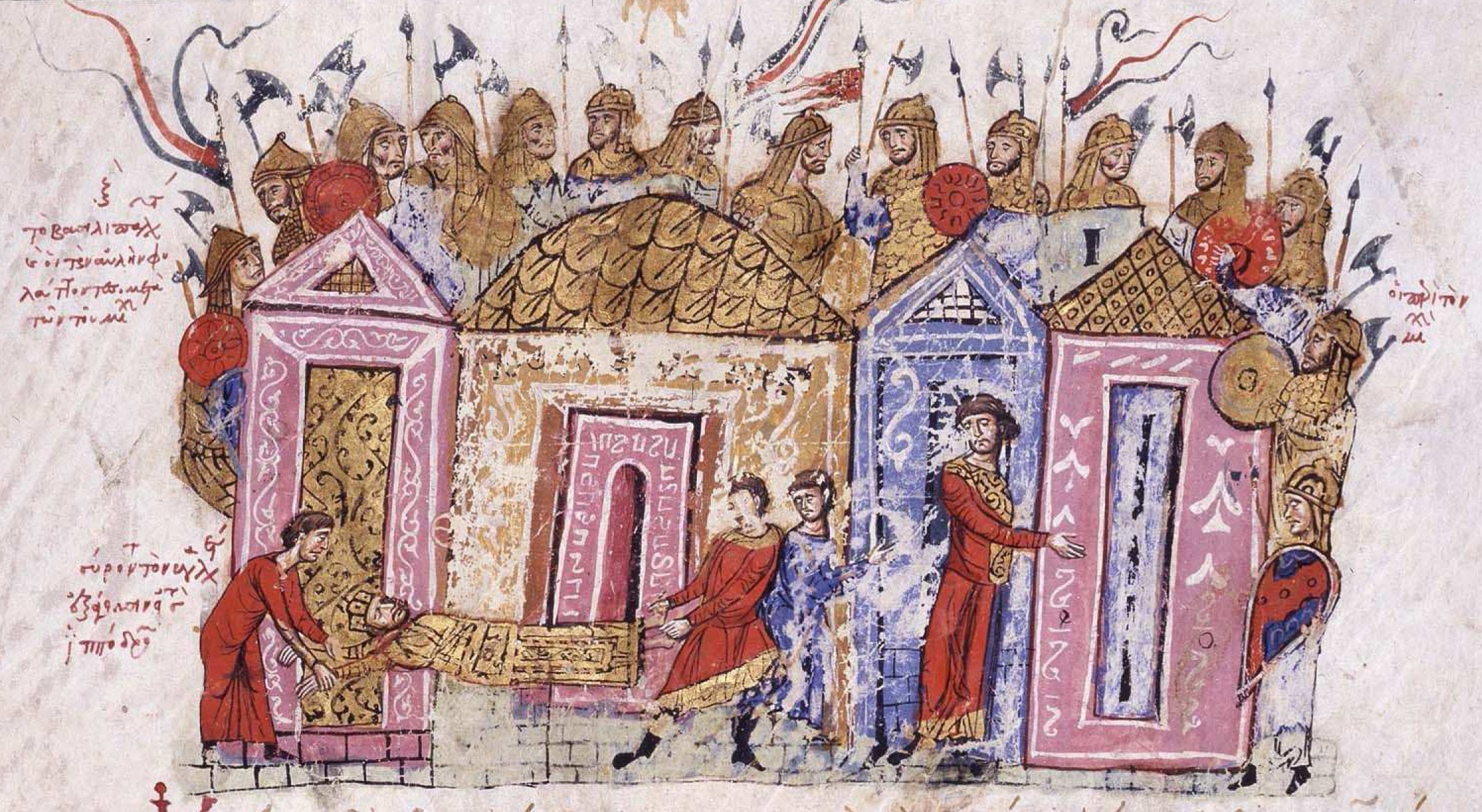
Guàrdia varega, en l'Escilitzes de Madrid

Els deures i obligacions de la guàrdia varega eren similars, si no idèntics, als de les drujina de Kíev, el hird noruec i suec o els huscarlas anglosaxons i danesos. Els varegs servien com a guàrdia personal de l'emperador, sota jurament de lleialtat a la seva persona; tenien deures cerimonials i realitzaven tasques de policia, sobretot en els casos de traïció i conspiració. A diferència dels guàrdies romans d'Orient nadius, als quals tan reticent era Basilea II, la lleialtat dels guàrdies varegs depenia del títol d'emperador, no de la persona que ocupava el tron. Això es va fer palès quan el 969 la guàrdia no va protegir Nicèfor II dels seus assassins i, per tant, no van venjar la seva mort: "Viu, l'hauríem defensat fins a l'últim alè; mort, no hi havia raó per venjar-se. Ara tenen un nou amo".
Tot i que Walter Scott els va presentar en la seva novel·la El comte Robert de París com els més ferotges i lleials de totes les forces romanes d'Orient, probablement és una visió exagerada. No obstant això, aquesta exageració no va començar amb els romàntics britànics, sinó amb els mateixos escriptors romans d'Orient, que els aplicaven l'epítet de bons salvatges. Molts d'aquests escriptors s'hi referien com a bàrbars amb destrals o pelekuphoroi barbaroi, en lloc d'anomenar-los varegs. Encara que molts escriptors enaltien la seva lleialtat als emperadors (i atribuïen aquesta lleialtat a la seva ètnia), el govern gairebé sempre estava ocupat per usurpadors, fet que indica que la guàrdia o bé era menys lleial o menys efectiva del que les fonts ens expliquen. Cal destacar un fet que constitueix una excepció en la llegendària lleialtat varega envers el tron, i que va succeir el 1071: després de ser derrotat pel soldà Alp Arslan, l'emperador romà IV Diògenes va ser enviat de tornada perquè governés a Constantinoble, però els seus rivals a la cort tenien altres plans. Havent decidit que els seus errors com a emperador havien estat massa; van dur a terme un cop d'estat abans que hagués tornat. El seu fillastre, Cèsar Joan Ducas, va utilitzar la guàrdia varega per a enderrocar l'emperador absent i la va dividir en dues faccions: l'una va ser al palau per a proclamar el seu germà Miquel VII Ducas com a emperador, i va enviar l'altra a arrestar la seva pròpia mare, l'emperadriu Eudòxia Macrembolitissa. En lloc de defensar el seu emperador absent, els varegs es van unir als usurpadors.

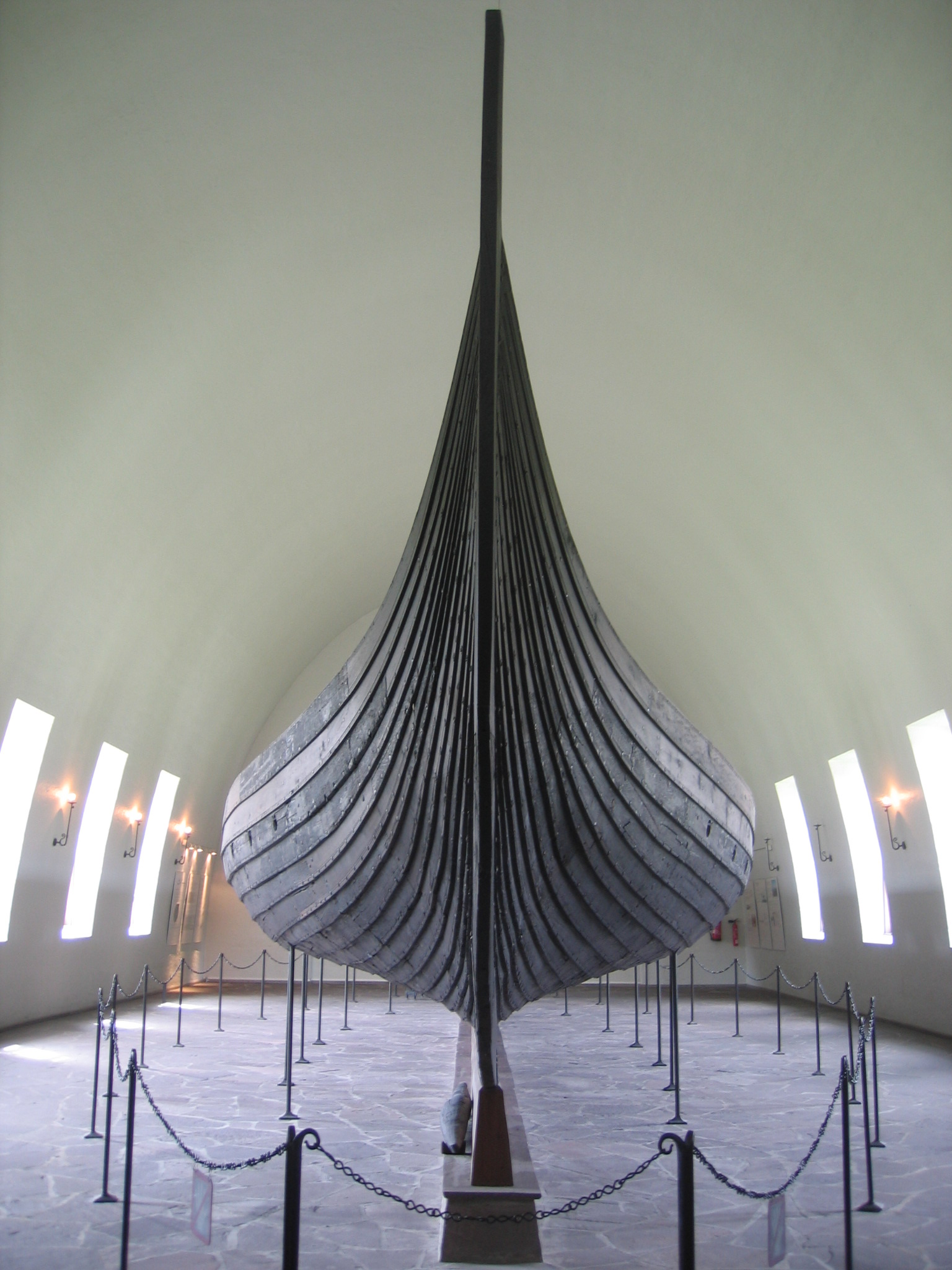
Vaixell viking a Oslo, Noruega

De la mateixa manera que els seus cosins llunyans, l'arma principal dels varegs era la destral llarga, encara que sovint manejaven amb precisió l'espasa o l'arc, i en algunes fonts se'ls descriu com a genets. La guàrdia estava estacionada principalment a Constantinoble i podrien haver habitat barracons al complex del Palau Bucoleon. Així mateix, acompanyava els exèrcits en el camp de batalla: molts cronistes romans d'Orient (i també occidentals i àrabs) van descriure el seu poder destructor en la batalla, sobretot si se'ls comparava amb els pobles bàrbars locals. Van estar presents amb l'emperador Joan II Comnè en la batalla de Bèroe, el 1122. Més encara, van ser l'únic cos de l'exèrcit que va defensar amb èxit part de la capital durant la Quarta Croada. Encara que la guàrdia va ser, pel que sembla, desmantellada després de la captura de Constantinoble el 1204, algunes fonts indiquen que va renéixer durant l'Imperi de Nicea, o amb els emperadors de la dinastia Paleòleg.
A banda de la seva lleialtat de ferro, els atributs més reconeguts d'aquesta guàrdia durant el segle xi van ser les seves llargues destrals i la seva inclinació a la beguda. Hi ha infinitat d'històries sobre les borratxeres i les gresques de la guàrdia varega. El 1103, durant una visita a Constantinoble, el mateix rei Enric de Dinamarca va "exhortar els membres de la guàrdia a portar una vida més sòbria i a no donar-se a la beguda". No és sorprenent, atès que els varegs es donaven a aquest vici, que s'hagi trobat una descripció datada al segle xii que els anomenava els barrils de l'emperador.
Probablement, el membre més famós de la guàrdia varega fou el futur rei Harald Sigurdsson de Noruega, conegut com a Harald "Hardråde", 'l'indomable'. Després de fugir de la seva terra, Harald va ser primer a Rússia i després a Constantinoble, on va arribar el 1035. Va participar en 18 batalles; va lluitar contra els àrabs a Anatòlia i a Sicília sota el comandament del general Jordi Maniaces, així com al sud d'Itàlia i Bulgària. Durant la seva estada a la guàrdia varega, es va guanyar el títol d'Akolouthos (del grec ἀκόλουθος, 'el que segueix o acompanya'; "Acòlit" era el títol del comandant de la guàrdia), però aquest càrrec li va durar poc, ja que va ser capturat perquè es va apoderar d'un botí que pertanyia a l'emperador. Finalment, va escapar de la cel·la on el tenien confinat i va tornar a casa seva el 1043. El príncep anglès exiliat, Edgar Ætheling, probablement també va servir allà el 1098. La guàrdia varega és esmentada en la Saga de Njal, quan s'anomena Kolskegg, de qui es diu que va arribar primer a Rússia i després a Constantinoble: "i allà va entrar a servir l'emperador. L'últim que es va saber d'ell va ser que s'havia casat, que va ser capità dels varegs i que va romandre allí fins a la fi dels seus dies".

## A Aràbia i Àsia

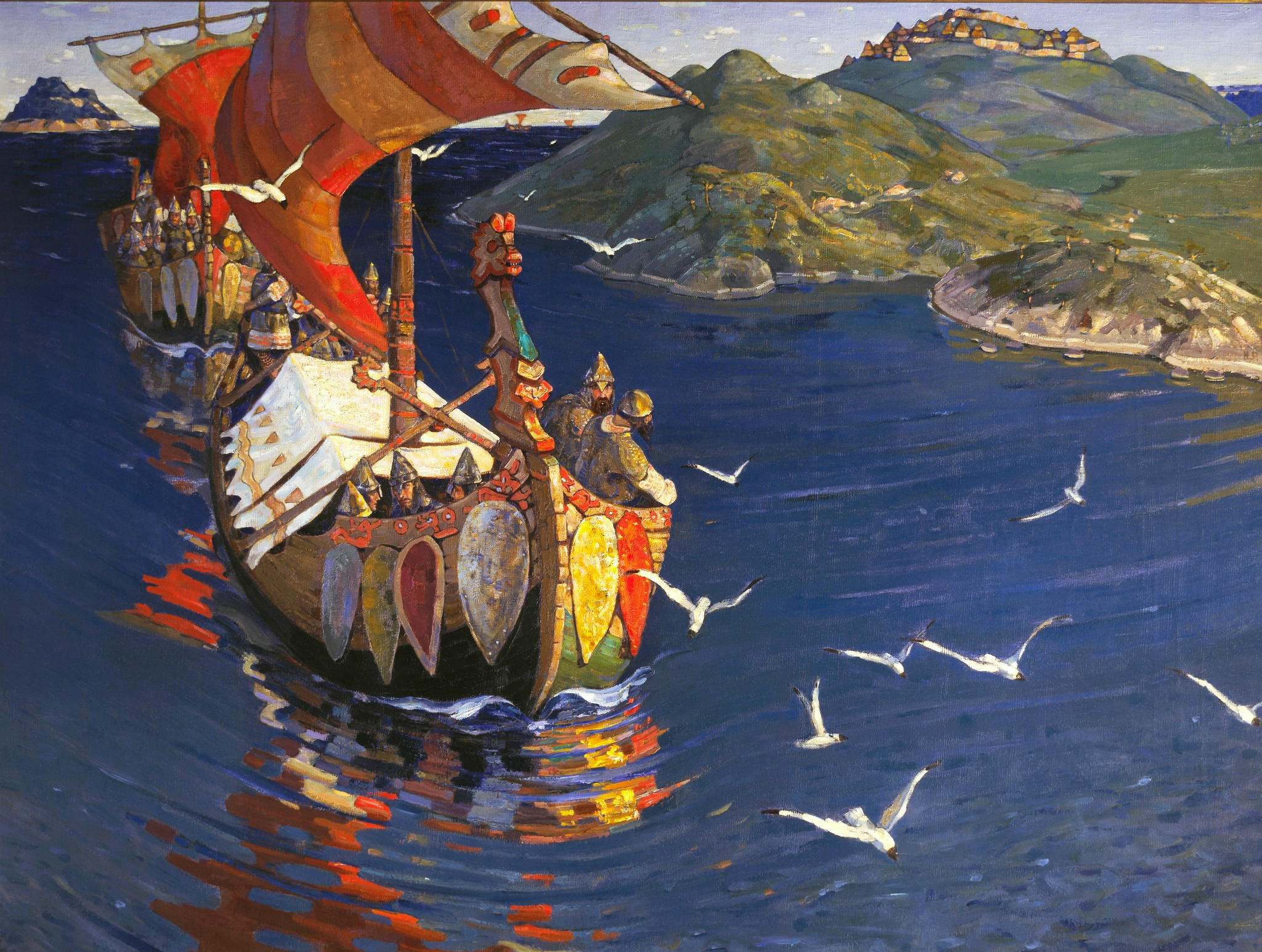
«Замо́рские го́сти» - Els hostes vinguts d'ultramar d'en Nikolai Konstantínovitx Rèrikh, 1899 (Els Varingis a Rússia).

Diverses excavacions dutes a terme en els darrers decennis han posat al descobert que -si més no aïlladament- els comerciants varingis, després de fer passar a la Mar Roja llurs mercaderies amb caravanes per l'Istme de Suez, comerciaren també a la zona de l'actual Qatar. De les fonts àrabs se'n desprèn que els varingis ja visitaven Bagdad al segle ix i que arribaven fins a Itil, a la Mar Càspia, des d'on hom podia atènyer la Ruta de la Seda cap a la Xina. Inicialment, el poble dels Rus va fer acte d'aparició al Serkland (Terres de Sarraïns) com a viatgers comerciants al llarg de la ruta comercial del Volga.